# Zarzuela del Pinar
Zarzuela del Pinar – gmina w Hiszpanii, w prowincji Segowia, w Kastylii i León, o powierzchni 17,76 km². W 2011 roku gmina liczyła 491 mieszkańców.